# Tommy Raynaud
Tommy Raynaud (Francia, 13 de junio de 1994) es un jugador profesional francés de rugby que se desempeña en la posición de pilar izquierdo en Union Sportive Oyonnax Rugby, equipo perteneciente a la liga Top 14.

## Carrera
Raynaud es un jugador de formación francesa (JIFF). En 2016 comenzó su carrera deportiva con el equipo Racing Club Narbonnais, en el cual jugó seis temporadas (2010-2016), después pasó a Union Sportive Oyonnax Rugby, donde lleva jugando ocho temporadas.